# Cincinnati
Cincinnati  ( [ ˌsɪnsᵻˈnæti ] ) az Amerikai Egyesült Államok 65. legnépesebb városa Ohio államban, az Ohio-folyó partján fekszik, lakosainak száma 309 317 . A város agglomerációjának 2 232 907 lakosa van, ezzel az USA 30. legnagyobbika.

## Történelme
Cincinnatit 1788-ban John Cleves Symmes és Robert Patterson ezredes alapították. A település végleges nevét 1790-ben kapta Arthur St. Clairtől, aki az Északi Területek kormányzója volt. A várost az után a Cincinnati Társaság után nevezte el, amelynek maga is tagja volt. A társaság George Washingtont az újkor Cincinnatusának tartotta. Cincinnatus a patríciusi előjogok védelmezője volt, aki római diktátorként többször szolgálta Rómát, de miután sikeresen megvédte a várost az aequoktól, hivataláról önként lemondott és visszatért a birtokára gazdálkodni, hatalmával nem élt vissza. 1802-re faluvá fejlődött, aminek első bírája David Ziegler lett, aki a németországi Heidelbergből érkezett Amerikába. 1819-re várossá fejlődött a település. A Miami and Erie csatorna megépítése, amely az Erie-tavat kötötte össze az Ohio-folyóval, és a gőzhajózás fejlődése, lehetővé tette Cincinnatinak, hogy 1850-re 115 000 lakosa legyen. A Miami—Erie csatornát 1825-ben kezdték el építeni, és 1840-re érték el Toledót. Henry Wadsworth Longfellow írta a városról, hogy a „Nyugat Királynője". Ezekben az időkben a lakosok városukat a Királynő városának hívták. 

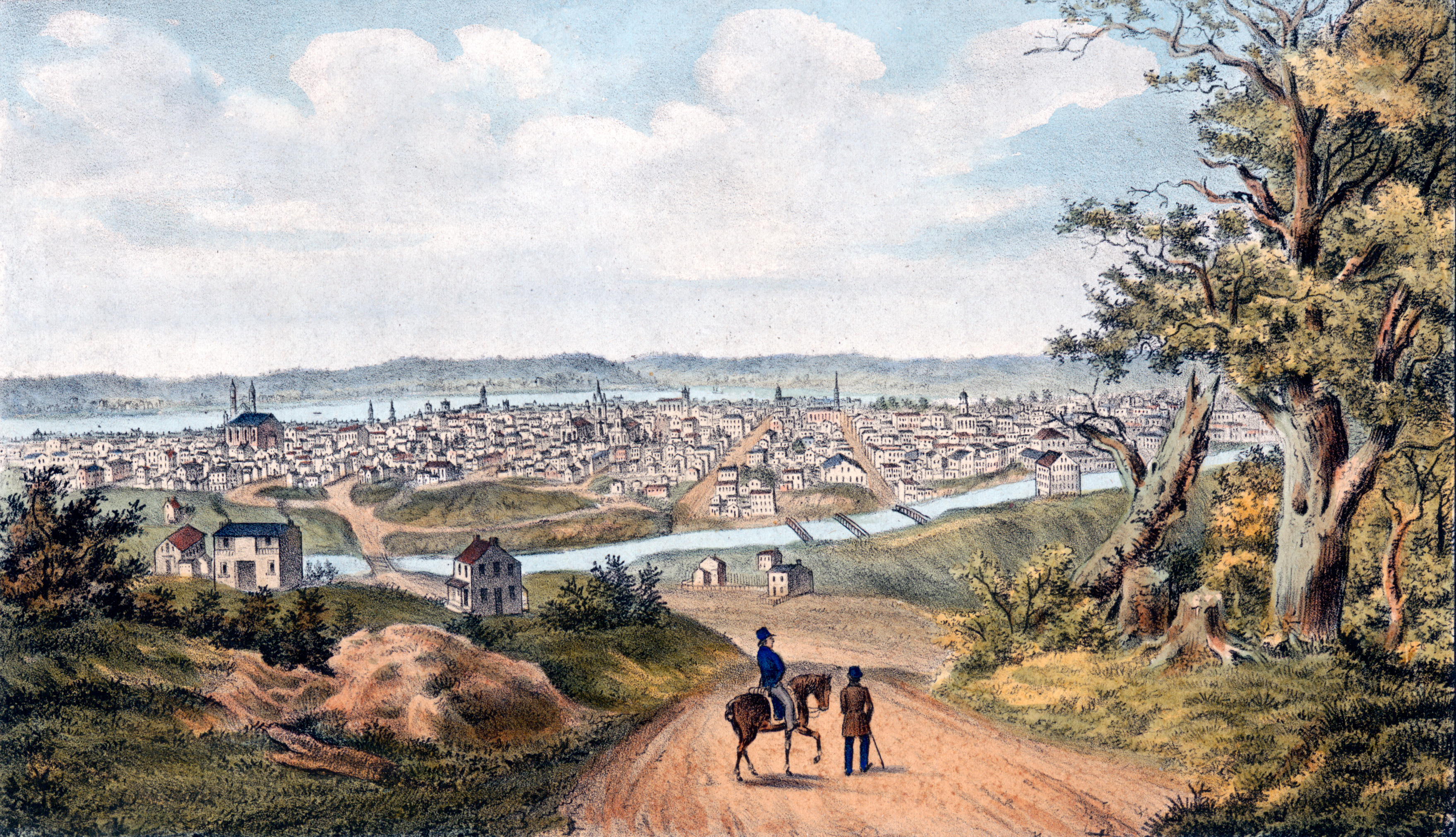
Cincinnati, 1841-ben

  A város gazdaságát meghatározta az Ohio-folyó mentén lévő déli államokkal való rabszolga-kereskedelem, miközben egyre több fekete telepedett le az államban. Ez később két részre osztotta a várost, azokra akik támogatták rabszolgaságot, és azokra akik ellenezték. 1829-ben és 1836-ban lázadások törtek ki, ugyanis egyre több délről szökött rabszolga telepedett le a városban. A rabszolgaságpárti fehérek összecsaptak a rabszolgákkal, és azokkal a fehérekkel, akik kiálltak a feketék mellett. A lázadások után sok fekete költözött el onnan. 1836-ra elérte a vasút Cincinnatit, ami nagy lökést adott további fejlődésének. 1853-ban megalapították a városban az első hivatásos tűzoltóságot az Amerikai Egyesült Államokban, ahol a tűzoltók már rendszeresen kaptak fizetést. 1859-ben Cincinnatiben villamossíneket fektettek le, ami megkönnyítette a városlakók közlekedését. Az amerikai polgárháború alatt a város kulcsszerepet töltött be az északi csapatok ellátásában, szolgált többek között olyan intézmények főhadiszállásaként is, amelyek Ohio állam megvédéséért feleltek, vagy amikből a Kentucky és Tennessee felé irányuló támadó csapatokat irányították. A város lakóinak jelentős része a déliekkel szimpatizált, ugyanis kereskedelmében még mindig jelentős szerepet játszott a rabszolga-kereskedelem. 1863-ban a konföderációs csapatok statáriumot hirdettek a városban, mert annak lakói veszélyeztették az északi csapatokat. 1879-ben a Procter & Gamble Cincinnati egyik fő szappangyártója lett, de egy tűzvészben leégett a gyár, és utána Mill Creekbe költöztek. 1883 szentestéjén két rabló kirabolta és brutálisan meggyilkolta a főnökét. A gyilkosokat elfogták, és 1884-ben 20 évre ítélték őket. De a nép csak a halálbüntetést tartotta volna megfelelő ítéletnek. Az ítélethirdetés utáni napokban lázadások törtek ki, s ezekben a városlakók súlyosan bántalmazták az esküdteket, és a bíróság épületét is megtámadták. A zavargásokban 45 ember halt, és 125 sebesült meg. A nagy gazdasági világválság a várost sem kerülte el, de a hasonló méretű városokhoz képest előnyben volt, hisz a vízi kereskedelmet kevésbé érintette a válság, mint a vasúti közlekedést. A város életében tragikus szerepet játszott az 1937-es árvíz, melynek levonulta után kezdték kiépíteni a várost védő gátrendszert. 

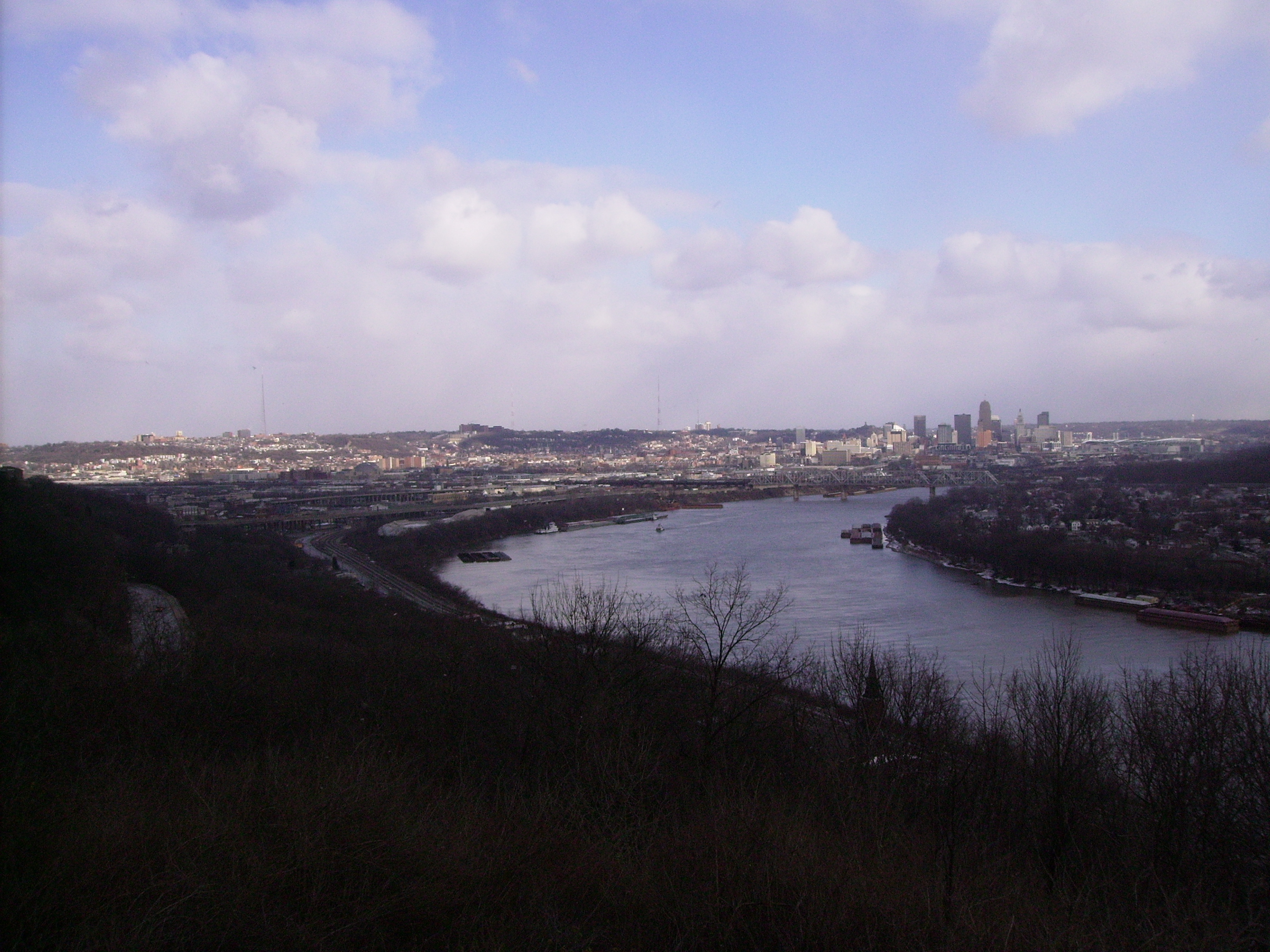
Cincinnati látképe 2006 telén a Mt. Echo parkból

 1970-ben és 1975-ben befejezték a Riverfront Stadium és a  Riverfront Coliseum építését. A Riverfront Stadium szolgál otthonául a Cincinnati Bengals amerikai focicsapatnak és a Cincinnati Reds baseball csapatnak.
A város különböző díjakat nyert el:
- 1993 A Legelviselhetőbb város-díja.
- 2004 Partnerek egy élhető közösségért-díj.
- 2004 Az American Style Magazine szerint az ötödik az Amerikai Egyesült Államokban a művészetek terén.
- 2004 Az Esquire magazin szerint bent van a 10 legpezsgőbb város között.
- 2007 A Forbes magazin szerint a 18. legjobb város a fiatal tehetségeknek.
- 2008 A 10. legjárhatóbb város az Egyesült Államokban.
- 2011 A Forbes magazin szerint az ötödik legélhetőbb város
- 2011 Az Amazon.com szerint a hetedik legromantikusabb város az Egyesült Államokban.

## Földrajza
A város területe 206 km², amiből 202 km² szárazföld, és 4 km² víz. A Bluegrass régióban fekszik, az erdős prérihez hasonló a növényzete és az állatvilága. Éghajlata a meleg mérsékelt nedves erdő éghajlati övbe tartozik. A nyarak melegek és nedvesek, minden nyári hónapban jelentős mennyiségű eső esik. A telek enyhék és csapadékosak. A legmelegebb hónap a július (30-32 °C), míg a leghidegebb hónap a január(1,3 °C). Az évi átlagos csapadék mennyiség 1080 mm.
| Hónap                         | Jan.  | Feb.  | Már.  | Ápr. | Máj. | Jún. | Júl. | Aug. | Szep. | Okt. | Nov.  | Dec.  | Év    |
| ----------------------------- | ----- | ----- | ----- | ---- | ---- | ---- | ---- | ---- | ----- | ---- | ----- | ----- | ----- |
| Rekord max. hőmérséklet (°C)  | 25,0  | 24,4  | 31,1  | 32,2 | 35,0 | 38,9 | 42,8 | 39,4 | 38,9  | 32,8 | 27,2  | 23,9  | 42,8  |
| Átlagos max. hőmérséklet (°C) | 3,3   | 6,2   | 12,2  | 18,2 | 23,6 | 28,0 | 30,2 | 29,3 | 25,6  | 19,1 | 12,0  | 5,9   | 17,9  |
| Átlagos min. hőmérséklet (°C) | −5,9  | −3,9  | 1,0   | 5,9  | 11,6 | 16,4 | 18,9 | 17,9 | 13,8  | 7,2  | 2,1   | −3,1  | 6,9   |
| Rekord min. hőmérséklet (°C)  | −31,7 | −27,2 | −23,9 | −9,4 | −2,8 | 3,9  | 8,3  | 6,1  | −0,6  | −8,9 | −17,8 | −28,9 | −31,7 |
| Átl. csapadékmennyiség (mm)   | 74    | 70    | 99    | 101  | 117  | 112  | 95   | 96   | 72    | 75   | 88    | 83    | 1082  |
| Havi napsütéses órák száma    | 121   | 130   | 171   | 210  | 251  | 276  | 276  | 260  | 234   | 189  | 120   | 99    | 2337  |

## Demográfia
A 2010-es népszámlálás szerint 296 943 lakosa volt, amivel a 62-edik legnépesebb város az Amerikai Egyesült Államokban. A város lakossága az alapítástól folyamatosan növekedett, az 1950-es évekig. Onnan viszont folyamatosan csökken. Az utóbbi fél évszázadban több mint 40%-kal csökkent a lakosság lélekszáma. 
| Év   | Lakosság |
| ---- | -------- |
| 1800 | 750      |
| 1810 | 2 540    |
| 1820 | 9 642    |
| 1830 | 24 831   |
| 1840 | 46 338   |

| Év   | Lakosság |
| ---- | -------- |
| 1850 | 115 435  |
| 1860 | 161 044  |
| 1870 | 216 239  |
| 1880 | 255 139  |
| 1890 | 296 908  |

| Év   | Lakosság |
| ---- | -------- |
| 1900 | 325 902  |
| 1910 | 363 591  |
| 1920 | 401 247  |
| 1930 | 451 160  |
| 1940 | 455 610  |

| Év   | Lakosság |
| ---- | -------- |
| 1950 | 503 998  |
| 1960 | 502 550  |
| 1970 | 452 524  |
| 1980 | 385 457  |
| 1990 | 364 040  |

| Év   | Lakosság |
| ---- | -------- |
| 2000 | 331 285  |
| 2010 | 296 943  |

Etnikai összetételét 53,6%-ban fehérek, 41,9%-ban feketék, 0,1%-ban indiánok és eszkimók, 1,5%-ban ázsiaiak és csendes-óceániak és 0,7%-ban egyéb rasszok alkotják. 2,2%-uk keverék, egyik rasszhoz sem sorolhatók. Lakosainak többsége német, ír, angol és olasz bevándorlók leszármazottja. Cincinnatiben és agglomerációjában 2009-ben a város 0,98%-a azaz 3 383 lakos volt AIDS-es.

## Sport
A városnak van egy profi (amerikai) football csapata a Cincinnati Bengals, amely 1981-ben, 1988-ban és 2022-ben bejutott az NFL döntőjébe, de azt egyszer sem sikerült megnyernie. A Bengalsnak hétszer sikerült nyernie a csoportjában. A város másik profi klubja a Cincinnati Reds baseball csapat ötszörös bajnok a ligában.

## Közlekedés
A város fő repülőtere a Cincinnati/Northern Kentucky nemzetközi repülőtér.

## Testvérvárosok
- - München
- - Harkiv
- - Liucsou - (Kína)
- - Gifu
- - Nancy
- - Hszinpej - (Tajvan)
- - Netánja
- - Róma
- - Szeged